# Eurystauridia dorsalis
Eurystauridia dorsalis är en fjärilsart som beskrevs av Sergius G. Kiriakoff 1967. Eurystauridia dorsalis ingår i släktet Eurystauridia och familjen tandspinnare. Inga underarter finns listade i Catalogue of Life.